# Baba ben Buta
Baba ben Buta (in ebraico בבא בן בוטא‎?; Israele, I secolo – ...) era un saggio ebreo, rabbino Tanna, insegnante della Legge e forse membro della rinomata famiglia nota come I Figli di Baba ("Bene Baba") che, al tempo dell'assedio di Gerusalemme da parte di Erode il Grande (37 a.C.), resistette all'arresa e fu protetto da Costobarus per dieci anni, salvandolo dall'ira del re fintanto che non furono scoperti e mandati a morte.
Baba ben Buta è inoltre oggetto di diverse tradizioni che si trovano nel Talmud babilonese. Sebbene fosse vissuto nel I secolo, le storie su di lui si originano dal IV secolo all'VIII secolo e.v., quando questo Talmud fu composto e redatto. È quindi importante notare che ciò che viene asserito nel Bavli, non è fattuale, ma leggenda storica, collegata a questo particolare personaggio, che potrebbe essere fittizio. Non viene infatti registrato da scritti a lui contemporanei.
Nella tradizione halakhica, Baba b. Buta viene descritto quale discepolo di Shammai e si dice che ricusò un'opinione di quest'ultimo in merito ad una questione sui sacrifici che stava per diventare una regola fissa, perché era convinto che l'opposta opinione di Hillel fosse giusta. Baba viene rappresentato come persona molto scrupolosa nelle sue pratiche religiose, tale che portava un'offerta libera ogni giorno, per paura di aver commesso un qualche peccato che richiedesse espiazione. Chiamava queste offerte "offerte del pio per i peccati". Baba era un membro del Beth Din e alcune fonti narrano che egli si assicurava che giustizia fosse sempre fatta, specialmente per le donne.